# Анклави Куч-Бехару

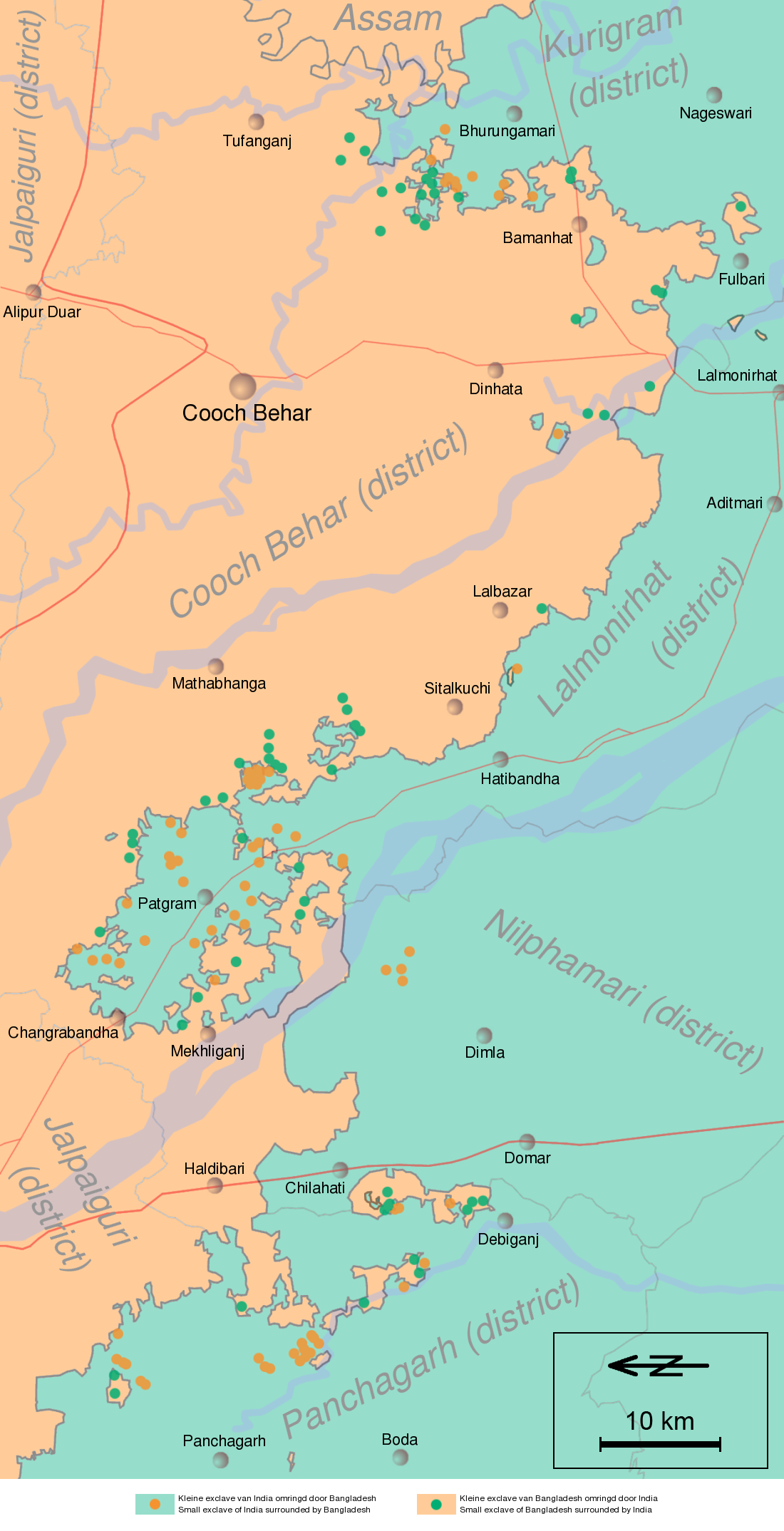
Мапа анклавів. Верх мапи — схід.

Анклави Куч-Бехару — анклавний комплекс на кордоні Індії і Бангладеш.
У Бангладеші розташовано 106 ексклавів індійської історичної області Куч-Бехар, зокрема три анклави другого порядку[а] і один третього порядку[б]. У Індії — 92 ексклава бангладеської області Рангпур, зокрема 21 анклав другого порядку.
Загальна площа ексклавів Бангладеш становить 49,7 км², площа ексклавів Індії — 69,6 км². Найбільшим індійським ексклавом є Балапара-Хаграбарі площею 25,95 км², найбільшим бангладеським — Дахаграм-Ангарпота, площею 18,7 км² (38 % території всіх ексклавів Бангладеш). Площа найменшого індійського ексклаву Панісала 1093 м². Площа найменшого ексклаву Бангладеш, анклаву другого порядку Упанчовкі-Бхайні, лише 53 м². Цей найменший анклав у світі є джутовим полем.
Договір, відповідальний за утворення безлічі анклавів, датується 1713 роком. В цей час Імперія Великих Моголів захопила деякі землі раджі Куч-Бехару, але не змогла виселити всіх феодалів з їх земель. Після розділу Британської Індії Куч-Бехар відійшов до Індії, а Рангпур — до Східного Пакистану, що в 1971 році перетворився на Бангладеш. В 1974 році обидві країни домовилися провести обмін анклавами або забезпечити доступ до них, однак з того часу зроблено було небагато. Переговори продовжилися 2001 року, однак знов безрезультатно.
Мешканці анклавів живуть у жахливих умовах. На території анклавів практично відсутня інфраструктура, їх мешканці не мають доступу до водопроводу, електрики, доріг, шкіл, лікарень. Злочинність також висока через нестачу ресурсів у кожній з сторін для її запобігання. Мешканці обох анклавів можуть потрапити до власної країни лише після проходження прикордонного контролю.
28 травня 2015 року була прийнята сота поправка до Конституції Індії, згідно з якою з 31 липня 2015 року ексклави Індії відійшли до Бангладеш, а ексклави Бангладеш — до Індії.